# Victorien Angban
Bekanty Victorien Angban, couramment appelé Victorien Angban, né le 29 septembre 1996 à Abidjan, est un footballeur international ivoirien. Il évolue au poste de milieu de terrain.

## Carrière

### En club

#### Prêts successifs
Victorien Angban est successivement prêté au club de Saint-Trond VV pour la saison 2015-2016 puis au Granada CF l'année suivante. Il est de nouveau prêté au Waaslend-Beveren, club de Division 1A Belge lors de la saison 2017-2018.

#### FC Metz (depuis 2018)
Il est de nouveau prêté lors de la saison 2018-2019 en Ligue 2 avec option d'achat. Il joue un rôle clé dans le milieu de terrain messin et est un acteur de la remontée en première division. Le 27 avril 2019, le FC Metz lève l'option d'achat, effective en cas de montée en Ligue 1. Il devient le transfert le plus cher de l'histoire du club, pour un montant de 6 millions d'euros.
Le 3 juillet 2021, Angban rejoint le club russe du FK Sotchi.

### En sélection
Il honore sa première sélection le 25 octobre 2014 lors d'un match amical contre la Zambie.

## Statistiques
| Saison                | Club                    | Championnat           | Championnat | Championnat | Coupe(s) nationale(s) | Coupe(s) nationale(s) | Compétition(s) continentale(s) | Compétition(s) continentale(s) | Compétition(s) continentale(s) | Total | Total |
| Saison                | Club                    | Division              | M.          | B.          | M.                    | B.                    | Comp.                          | M.                             | B.                             | M.    | B.    |
| 2015-2016             | Saint-Trond VV (prêt)   | Jupiler Pro League    | 19+4        | 0+0         | -                     | -                     | -                              | -                              | -                              | 23    | 0     |
| 2016-2017             | Grenade CF (prêt)       | La Liga               | 10          | 0           | 1                     | 0                     | -                              | -                              | -                              | 11    | 0     |
| 2017-2018             | Waasland-Beveren (prêt) | Jupiler Pro League    | 25+6        | 1+0         | 2                     | 0                     | -                              | -                              | -                              | 33    | 1     |
| 2018-2019             | FC Metz (prêt)          | Ligue 2               | 27          | 1           | 6                     | 0                     | -                              | -                              | -                              | 33    | 1     |
| 2019-2020             | FC Metz                 | Ligue 1               | 20          | 0           | 2                     | 0                     | -                              | -                              | -                              | 22    | 0     |
| 2020-2021             | FC Metz                 | Ligue 1               | 26          | 0           | 3                     | 0                     | -                              | -                              | -                              | 29    | 0     |
| 2021-2022             | FK Sotchi               | Premier-Liga          | 24          | 1           | 1                     | 0                     | C4                             | 4                              | 0                              | 29    | 1     |
| 2022-2023             | FK Sotchi               | Premier-Liga          | 7           | 0           | -                     | -                     | -                              | -                              | -                              | 7     | 0     |
| 2023-2024             | FK Sotchi               | Premier-Liga          | 7           | 0           | 4                     | 0                     | -                              | -                              | -                              | 11    | 0     |
| 2023-2024             | FK Dinamo Makhatchkala  | Premier-Liga          | 5           | 0           | 4                     | 0                     | -                              | -                              | -                              | 9     | 0     |
| Total sur la carrière | Total sur la carrière   | Total sur la carrière | 180         | 3           | 23                    | 0                     | -                              | 4                              | 0                              | 207   | 3     |

## Palmarès
FC Metz
- Champion de France de Ligue 2 en 2019.